# كبوسين ثنائي الألوان
كبوسين ثنائي الألوان (الاسم العلمي:Tropaeolum bicolor) هو نوع من النباتات يتبع جنس الكبوسين من الفصيلة الكبوسينية.